# Казе Ђовањоли (Гросето)
Казе Ђовањоли је насеље у Италији у округу Гросето, региону Тоскана.
Према процени из 2011. у насељу је живело 6 становника. Насеље се налази на надморској висини од 486 м.